# Войцешко Дмитро Олексійович
Войцешко Дмитро Олексійович (псевдо.: «Чайка», «Ярмак»; нар.1909 с.Деражне, нині Костопільський район, Рівненська область — пом. 1944) — український військовик, сотенний Загону УПА «Хвастівський», що діяла у роки Другої світової війни на теренах Рівенської області.

## Бойовий шлях
На початку квітня 1943 року сотня Чайки розгромила в урочищі «Пожарки» загін з трьохсот німецьких вояків, що поверталися після пограбування та спалення села Постійне Костопільського району.